# Paul de Kruif
Paul Henry De Kruif (2. března 1890 v Zeeland, Michigan, USA – 28. února 1971 v Holland, Michigan, USA) byl americký mikrobiolog, spisovatel a publicista. Hned jeho druhá kniha Lovci mikrobů z roku 1926 se stala na dlouhou dobu nejen světovým bestsellerem, ale pro mnoho vědců a lékařů se stala zdrojem inspirace pro jejich budoucí odbornou práci a vědeckou kariéru.
Některými literárními vědci je pokládán za jednu ze zakladatelských osobnosti světové literatury faktu v oblasti lékařských a biologických věd, který dones patří mezi významné popularizátory světové vědy. Přímo za otce románu o vědě jej ve svém „románu o archeologii“ Bohové, hroby a učenci označil C. W. Ceram.
De Kruif asistoval Sinclairu Lewisovi při tvorbě jeho Pulitzerovou cenou odměněného románu Arrowsmith. Dodal nejen potřebné vědecké a medicínské informace potřebné pro zápletku, ale také náčrty postav. Ačkoli byl Lewis uveden jako jediný autor, de Kruif obdržel 25 % výtěžku z prodeje knihy a kniha také obsahuje Lewisovu děkovnou dedikaci. Mnoho lidí se domnívá, že řada postav je založena na lidech, které de Kruif osobně znal, zatímco hlavní hrdina je obrazem jeho samého.

## Spisy
- Our Medicine Men (1922)
- Microbe Hunters (1926) – česky Lovci mikrobů
- Hunger Fighters (1928) – česky Vítězové nad hladem
- Men Against Death (1932) – česky Bojovníci se smrtí
- Why Keep Them Alive (1937) – česky Děti musí žít!
- Seven Iron Men (1937) – česky Sedm železných dobyvatelů
- The Fight for Life (1938) – česky Lid má právo žít
- The Male Hormone (1945) – česky Mužský hormon
- Health is Wealth (1940) – česky Zdraví-bohatství
- Life Among the Doctors (1949)
- Kaiser Wakes the Doctors (1940) – česky Kaiser probouzí lékaře
- A Man Against Insanity (1957) – česky Sám proti šílenství[4]
- The Sweeping Wind (1962) – česky Co vítr odvál[5]

### Lovci mikrobů
Kniha z roku 1926 je věnována památce a odkazu významných světových vědeckých osobností, které výrazně přispěly k rozvoji mikrobiologie a epidemiologie:
- Anton van Leeuwenhoek (1632–1723), nizozemský vynálezce a optik, konstruktér prvního mikroskopu, objevitel prvních mikroorganismů
- Lazzaro Spallanzani (1729–1799), biogeneze
- Robert Koch (1843–1910), identifikace patogenů
- Louis Pasteur (1822–1895), bakterie, biogeneze
- Emile Roux (1853–1933) a Emil von Behring (1854–1917), záškrt, tetanus
- Ilja Iljič Mečnikov (1845–1916), fagocyty
- Theobald Smith (1859–1934), zvířecí přenašeči a paraziti
- David Bruce (1855–1931), moucha tse-tse, spavá nemoc a brucelóza
- Ronald Ross (1857–1932) a Battista Grassi (1854-1925), malárie
- Walter Reed (1851–1902), žlutá zimnice
- Paul Ehrlich (1854–1915), syfilis